# المشروحة
المشروحة إحدى بلديات ولاية سوق أهراس وعاصمة دائرة المشروحة. كانت تسمى سابقا بـ (بالفرنسية: Laverdur)‏. تقع على بعد 21 كيلومترا إلى الشمال الغربي من سوق أهراس و58 كم جنوب شرق قالمة.

## تاريخ
كانت المشروحة تابعة بلدية صافيا من 1867 إلى 1958 أصبحت بلدية (أخذت أسمهان من الغابات المحيطة بها) كانت تحتوي على أربعة مراكز للاستعمار (المشروحة، عين سنور، فيلارس وفوفيل) وأحد عشر قرية صغيرة وقد كان عدد سكانها في تعداد عام 1954م، 629 نسمة (من بينهم 150 أوروبي)

## المشروحة مستشفى طبيعي
دائرة المشروحة إحدى دوائر ولاية سوق أهراس الجزائرية، وتضم بلديتي المشروحة والحنانشة، سميت في فترة الاحتلال الفرنسي للجزائر بـ (بالفرنسية: LA VERDURE). تحوي عدة مناطق طبيعية جميلة وآثار من الحقبة الاستعمارية من أهمها المركز الرئيسي لقيادة القاعدة الشرقية من فترة حرب التحرير في دشرة المزرعة تحوي أكثر من 8000 نسمة كما تعتبر صلة الربط بين ولاية سوق أهراس وولاية عنابة، تتمتع «المشروحة» بمواصفات عالمية في علاج الأمراض الصدرية لمناخها وخضرة طبيعتها، أطباء عالميون ومنذ القديم نصحوا مرضاهم بالتداوي الطبيعي في جبالها مثلما فعل شاعر تونس أبو القاسم الشابي الذي خيم بجبال (أولاد بشيح) التي تضاهي ميزة جبال الألب، ولكن الزائر إليها لايجد أبسط المرافق التي تشجعه على الإقامة بها لإتمام مراحل العلاج.. وحتى بالنسبة للسواح الذين يغريهم الفضول لاكتشاف الموقع الطبيعي لهده البلدية ذات المناظر الخلابة والجبال الشاهقة مثل«لقلالة» و«أولاد بشيح»، اسمها في عهد الاستعمار هو «لافيردور» أي الاخضرار هي تحمل أريجها بين أحضانها، الطبيعة لازالت عذراء لم تجد من يحولها إلى مصدر رزق للأهالي ومحطة أستجمام للسياح.
تاريخها يعود إلى سنة 1890، وشهرتها في ميدان العلاج الطبيعي قديمة جدا، ولكن لم تجد من يستغل هذا الكنز.
كانت المشروحة في السابق تنظم خلال موسمي الربيع والصيف مخيمات بأعالي الجبال، وكان بعض المواطنين الذين يقدمون من عدة ولايات بالوطن يستغلونها للإقامة بعائلاتهم.
انشراح الصدر على ارتفاع 1200 م
الطقس بارد في المشروحة ويجبرك على ارتداء الألبسة الخشنة وأنت متجه نحو جبال أولاد بشيح المتاخمة لجبال بني صالح.. أمر طبيعي عند السكان الذ ين يحدثونك عن مزايا هذا التنوع الطبيعي الذي يغرى الكثيرين للإقامة على ضفاف لقلالة وغيرها من التشكيل الجبلي لبلدية المشروحة، لازالت تتوفر على مناطق عذراء لم تكتشف بعد لوعورة مسالكها وهي تحتاج لمستثمرين لهم كل الامكنيات لتحويل الحلم إلى حقيقة.